# Hogstad
Hogstad est une localité de Suède dans la commune de Mjölby située dans le comté d'Östergötland.

## Démographie
Le recensement de 2010 dénombre 241 habitants.